# Benon Maliszewski
Benon Maliszewski (ur. 7 kwietnia 1966 w Mikołowie) – polski baryton.

## Życiorys
W roku 1985 ukończył I Liceum Ogólnokształcące im. Karola Miarki w Mikołowie. W latach 1985–1991 studiował na Akademii Muzycznej im. Karola Szymanowskiego w Katowicach, na wydziale wokalno-aktorskim, w klasie śpiewu solowego prof. Stanisławy Marciniak-Gowarzewskiej.
W latach 1990–1992 odbył studia podyplomowe w Królewskiej Akademii Muzycznej w Londynie, gdzie uzyskał dyplom w specjalności operowej oraz licencjat nauczyciela śpiewu.
Od roku 1992 jest nauczycielem śpiewu solowego w Państwowej Szkole Muzycznej im. Mieczysława Karłowicza w Katowicach.
W latach 1997–1999 prowadził codzienną autorską audycje muzyczną w Radiu Plus Katowice pt. „Kwadrans Benona Maliszewskiego”.
W czasie pobytu w Anglii miał okazję śpiewać główne role w przedstawieniach operowych, m.in.: Wesele Figara, Così fan tutte Mozarta, Gianni Schicchi Pucciniego, Zemsta nietoperza Straussa, Eugeniusz Oniegin Czajkowskiego. Nagrał także dla BBC cykl pieśni Jamesa Barretta.
W latach 1994–1998 współpracował z Rob Wilton Theatricalia Student Opera Productions. Był współtwórcą programu autorskiego klasy z wykładowym językiem angielskim. Był wykładowcą historii naturalnej oraz historii cywilizacji.
W roku 1994 razem z żoną, Beatą Maliszewską założył pierwszą w Mikołowie szkołę językową – Akademię Języka Angielskiego AJA.
Współpracował m.in. z Piotrem Beczałą, sir Colinem Davisem, Simonem Jolly, Malcolmem Martineau, Robertem Tearem, Andrzejem Hiolskim, Bohdanem Paprockim, Izabelą Kłosińską, Aleksandrą Stokłosą, Anną Górecką, a także z instytucjami, np: Orkiestrą Barokową im G.F. Telemanna, Zabrzańską Orkiestrą Symfoniczną, Bielską Orkiestrą Kameralną, Lwowską Orkiestrą Kameralną, Kwartetem Śląskich Filharmoników, Triem Amadeus.
Gościł na międzynarodowych festiwalach muzycznych oraz na scenach europejskich m.in. w Londynie, Wilnie, Nidzie, Stuttgarcie, Gaggio Montano, Mikołowie, Wygiełzowie i Szczyrku. Na swoim koncie ma nagrania telewizyjne, fonograficzne oraz prawykonania dzieł, m.in. Witolda Szalonka czy Ryszarda Gabrysia.
Za swoją działalność na rzecz promocji miasta Mikołowa, został wyróżniony w 1998 roku tytułem Mikołowianina Roku.
Benon Maliszewski od roku 1989 jest żonaty z Beatą Maliszewską. Mają piątkę dzieci: Igę, Szymona, Benona, Tomasza i Jana.